# Albirea dinților
Albirea este procesul de deschidere a culorii dinților. Albirea este adesea dorită atunci când dinții se îngălbenesc în timp din mai multe motive și poate fi realizată prin modificarea culorii intrinseci sau extrinseci a smalțului dinților. Degradarea chimică a cromogenilor din interiorul sau de pe dinte este denumită albire. Peroxidul de hidrogen (H2O2) este ingredientul activ cel mai frecvent utilizat în produsele de albire, acesta găsindu-se fie sub această denumire, fie ca peroxid de carbamidă. Peroxidul de hidrogen este similar cu peroxidul de carbamidă, fiind eliberat atunci când complexul stabil este în contact cu apa. Când difuzează în dinte, peroxidul de hidrogen acționează ca un agent oxidant care se descompune pentru a produce radicali liberi instabili. În spațiile dintre sărurile anorganice din smalțul dinților, acești radicali liberi instabili se atașează la moleculele organice de pigment rezultând componente mici, mai puțin pigmentate. Reflectând mai puțină lumină, aceste molecule mai mici creează un „efect de albire”. Există diferite produse disponibile pe piață pentru îndepărtarea petelor. Pentru ca tratamentul de albire să aibă succes, medicul stomatolog ar trebui să diagnosticheze corect tipul, intensitatea și localizarea discromiilor dinților. Timpul de expunere și concentrația compusului de albire determină punctul final de albire a dinților.
Nuanța naturală
Percepția culorii dinților este multi-factorială. Reflecția și absorbția luminii de către dinte poate fi influențată de un număr de factori, inclusiv trasmisia speculară a luminii prin dinte, reflecția speculară și difuză a luminii la suprafață, absorbția și împrăștierea luminii în țesuturile dentare; conținutul mineral al smalțului, grosimea smalțului, culoarea dentinei, privitor, oboseala ochilor, tipul de incidență a luminii și prezența petelor extrinseci/intrinseci. În plus, precepția asupra luminozității dinților se poate schimba în funcție de luminozitatea și culoarea fundalului.
Combinația culorilor intrinseci și prezența petelor extrinseci pe suprafața dintelui, influențează culoarea și, astfel, aspectul general al dinților. Răspândirea și absorbția luminii în smalț și dentină determină culoarea intrinsecă a dintelui și, deoarece, smalțul este relativ translucent, proprietățile dentinei pot juca un rol important în determinarea culorii dintelui în general. Pe de altă parte, petele extrinseci și culoarea sunt un rezultat al zonelor colorate care s-au format în pelicula care apare pe suprafața smațului și poate fi influențată de anumite comportamente sau obiceiuri zilnice. De exemplu, consumul de alimente bogate în tanin, folosirea unor tehnici de periaj incorecte, produsele pe bază de tutun și expunerea la săruri de fier sau clorhexidrină pot determina închiderea culorii dinților.
Odată cu înaintarea în vârstă, dinții tind să aibă o nuanță mai închisă. Acest lucru poate fi atribuit formării secundare de dentină și subțierii smalțului datorită uzurii dinților, ceea ce contribuie la o scădere semnificativă a luminozității și la expunerea unei nuanțe gălbui. Nuanța dinților nu este influențată de sex sau rasă.
Pătarea și decolorarea
Decolorarea și pătarea dinților se datorează în primul rând a două surse de discromie: intrinsecă și extrinsecă. În esență, albirea dinților vizează în principal acele pete intrinseci care nu pot fi îndepărtate prin curățarea mecanică, cum ar fi un detartraj sau anumite tehnici de profilaxie, în cabinetul stomatologic. Mai jos se explică detaliat diferențele dintre cele două surse care contribuie la o astfel de discromie a suprafeței dintelui.
Discromia extrinsecă
Colorarea extrinsecă se datorează în mare parte factorilor de mediu, inclusiv fumatul, pigmenților din băuturi și alimente, antibioticelor și metalelor precum fierul sau cuprul. Compușii colorați din aceste surse sunt adsorbiți în pelicula dentară dobândită sau direct pe suprafața dintelui provocând apariția unei pete.
Placa dentară: Placa dentară este un biofilm format din bacterii care se dezvoltă în mod natural în cavitatea bucală, în special de-a lungul marginii gingivale, și apare datorită dezvoltării normale și a apărării sistemului imunitar. Deși, de obicei, este invizibilă pe suprafața dintelui, placa poate deveni colorată de bacterii cromogene, cum ar fi speciile Actinomyces. Acumularea îndelungată a plăcii dentare pe suprafața dintelui poate duce la demineralizarea smalțului și la formarea leziunilor de tipul unor pete albe care apar ca o leziune opacă. Produșii acizi ai glucidelor fermentabile derivate din alimente bogate în zahăr contribuie la un procentaj mai ridicat de bacterii, cum ar fi Streptococcus mutans și Lactobacillus în placa dentară. Consumul mai mare de carbohidrați fermentabili va accentua demineralizarea și va crește riscul de a dezvolta leziuni pre-carioase.
Tartrul: placa neîndepărtată se va calcifica în cele din urmă și va duce la formarea unui depozit dur pe dinți, în special în jurul gingiei. Matricea organică a plăcii dentare și a țesuturilor calcificate suferă o serie de modificări chimice și morfologice care duc la calcificarea plăcii dentare și, prin urmare, la formarea tartrului. Culoarea acestuia variază putând fi gri, galben, negru sau maro, depinzând de durata prezenței acestuia în cavitatea bucală. De obicei, inițial este galben dar, în timp, tartrul va începe să-și modifice culoarea către una mai închisă și să devină mai greu de îndepărtat.
Tutunul: gudronul din fumul produselor din tutun tinde să formeze o pată galben-maro-neagră în jurul coletului dinților deasupra marginii gingivale. Nicotina și gudronul din tutun, combinate cu oxigenul, devin galbene și în timp se vor absorbi în porii smalțului și vor pata dinții care se vor îngălbeni. Petele de maro închis până la negru apărute de-a lungul marginii gingivale a dinților sunt rezultatul naturii poroase a tartrului care acumulează imediat pigmenții din nicotină și gudron.
Mestecarea betelului. Mestecarea de betel produce o saliva roșie-sângerie care poate colora dinții în roșu-maroniu până aproape de negru. Gelul extras din frunza de betel conține tanin, un agent cromogen care provoacă decolorarea smalțului dinților.
Taninul este prezent și în cafea, ceai și vin roșu și produce un agent cromogen care poate decolora dinții. Consumul ridicat de băuturi care conțin tanin pătează smalțul dentar în maro datorită naturii cromogene.
Anumite alimente, inclusiv curry-ul și sosurile pe bază de roșii, pot provoca pătarea dinților.
Anumite medicamente topice: clorhexidina (apă de gură antiseptică) se leagă de moleculele de tanin, ceea ce înseamnă că utilizarea prelungită la persoanele care consumă cafea, ceai sau vin roșu este asociată cu colorarea extrinsecă a dinților. Apa de gură cu clorhexidină are o afinitate naturală pentru grupările de sulfat și pentru acizii care se găsesc frecvent în zonele în care se acumulează placa, cum ar fi de-a lungul marginii gingivale, pe partea dorsală a limbii și la nivelul leziunilor carioase. Clorhexidina este reținută în aceste zone și se colorează galben-maroniu. Petele nu sunt permanente și pot fi îndepărtate cu un periaj adecvat.
Compuși metalici. Expunerea la astfel de compuși metalici poate fi sub formă de medicamente sau prin expunerea la locul de muncă. Exemplele includ fier (pată neagră), iod (negru), cupru (verde), nichel (verde) și cadmiu (galben-maro). Sursele de expunere la metal includ introducerea metalului în cavitatea bucală, inhalarea prafului care conține metal sau administrarea orală de medicamente. Metalele pot pătrunde în structura dintelui, provocând o decolorare permanentă sau se pot lega de placa dentară provocând pete de suprafață.
Îndepărtarea discromiilor extrinseci
Discromia extrinsecă poate fi îndepărtată prin diferite metode de tratament:
Profilaxie: profilaxia dentară include îndepărtarea petelor extrinseci utilizând o piesă de mână rotativă la o viteză mică și o cupă din cauciuc cu pastă abrazivă, care conține în cea mai mare parte fluor. Din păcate, acțiunea cupei de cauciuc împreună cu natura abrazivă a pastei îndepărtează în jur de un micron de smalț de pe suprafața dintelui de fiecare dată când se efectuează o astfel de acțiune profilactică. Această metodă de îndepărtare a petelor poate avea loc numai în cabinetul stomatologic.
Air-flow-ul: permite unui medic stomatolog să folosească un instrument care emite o pulbere, apă și aer comprimat pentru a îndepărta biofilmul și petele extrinseci. Această metodă de îndepărtare a petelor poate fi efectuată numai într-un cabinet stomatologic, nu acasă.
Pasta de dinți: există multe variante disponibile pe piață care au în compoziție atât peroxid, cât și particule abrazive, cum ar fi silicagelul, pentru a ajuta la eliminarea petelor extrinseci, în timp ce peroxidul acționează asupra discromiilor intrinseci. Această metodă de îndepărtare a petelor se poate realiza atât acasă, precum și într-un cabinet stomatologic.
Discromia intrinsecă
Discromia intrinsecă apare în principal în timpul dezvoltării dinților, fie înainte de naștere, fie în copilăria timpurie. Petele intrinseci sunt cele care nu pot fi îndepărtate prin metode mecanice, cum ar fi detartrajul sau prin metode profilactice. Pe măsura înaintării în vârstă, dinții pot părea mai galbeni. Mai jos sunt enumerate o serie de exemple care sunt sursa apariției acestor discromii:
Abraziunea și îmbătrânirea dinților: abraziunea este o pierdere progresivă a smalțului și dentinei datorită eroziunii și atriției dinților. Pe măsură ce smalțul se uzează, dentina devine mai evidentă și agenții cromogeni pătrund în dinte mai ușor. Producția naturală de dentină secundară contribuie la schimbarea culorii dinților odată cu îmbătrânirea.
Cariile dentare: Dovezile referitoare la discromiile cauzate de cariile dentare sunt neconcludente, cu toate acestea se sugerează că leziunea carioasă permite agenților exogeni să pătrundă în dentină și, prin urmare, absorbția crescută a agenților cromogeni provoacă modificarea culorii dinților.
Materiale restaurative: Materialele utilizate în timpul tratamentelor endodontice, cum ar fi eugenolul și compușii fenolici, conțin pigmenți care colorează dentina. Restaurările care utilizează amalgam pătrund, de asemenea, în tubulii dentinari care în timp, cauzează închidera culorii dintelui.
Traumatisme dentare care pot provoca colorarea fie ca urmare a necrozei pulpare, fie a resorbției interne.
Hipoplazia smalțului: Hipoplazia smalțului determină scăderea grosimii și rezistenței acestuia. Produce o decolorare galben-maronie și poate determina, de asemenea, ca suprafața netedă a smalțului să fie aspră și poroasă, ceea ce face ca dintele să fie susceptibil la discromia extrinsecă, sensibilitatea dentară, malocluzia și cariile dentare. Dovezile privind hipoplazia smalțului sunt neconcludente, cu toate acestea, cea mai probabilă cauză este infecția sau trauma cauzată la dentiția primară. Tulburările germenului dentar în curs de dezvoltare în timpul etapelor neonatale și ale copilăriei timpurii, cum ar fi deficiența maternă de vitamina D, infecția și administrarea de medicamente pot provoca o hipoplazie a smalțului.
Hiperemia pulpară: Hiperemia pulpară se referă la inflamația unui dinte traumatizat care poate fi cauzată de stimuli precum traume, șoc termic sau carii dentare. Hiperemia pulpară este reversibilă și produce o nuanță roșie observată inițial după un traumatism care are abilitatea de a dispărea dacă dintele se revascularizează.
Fluoroza: Fluoroza dentară face ca smalțul să devină opac, alb cretos și poros. Smalțul se poate descompune și poate face ca stratul de sub smalțul expus să devină marmorat și să ducă la apariția de pete extrinseci de culoare maro închis spre negru. Fluoroza dentară apare ca urmare a ingestiei excesive de fluor sau a supraexpunerii la fluor în timpul dezvoltării smalțului care apare de obicei între vârsta de unu până la patru ani. Apa potabilă fluorurată, suplimentele cu fluor, fluorurile topice (pastele de dinți cu fluor) și formula prescrisă copiilor pot crește riscul de fluoroză dentară. Fluorul este considerat un factor important în gestionarea și prevenirea cariilor dentare, nivelul optim pentru aportul zilnic este de la 0,05 la 0,07 mg / kg / zi.
Dentinogenesis imperfecta: Dentinogenesis imperfecta este un defect ereditar al dentinei, asociat cu osteogenesis imperfecta, care determină schimbarea culorii dintelui, de obicei în albastru sau maro și translucidă, dând dinților un luciu opalescent. Afecțiunea este autosomal dominantă, ceea ce înseamnă că se moștenește în familie.
Amelogenesis imperfecta: Aspectul amelogenesis imperfecta depinde de tipul acesteia, existând 14 subtipuri diferite și pot varia de la apariția hipoplaziei la hipomineralizare, care poate produce diferite aspecte ale smalțului de la alb până la un aspect maroniu gălbui.
Tetraciclina și minociclina. Tetraciclina este un antibiotic cu spectru larg, iar derivatul său, minociclina, este comun utilizat în tratamentul acneei. Medicamentul este capabil să cheleze ionii de calciu fiind încorporat în dinți, cartilaj și os. Ingerarea pe parcursul anilor de dezvoltare a dinților determină decolorarea galben-verzui a dentinei vizibilă prin smalțul care este fluorescent sub lumină ultravioletă. În timp, tetraciclina este oxidată și colorarea devine mai maronie și nu mai este fluorescentă sub lumina UV.
Porfiria: O tulburare metabolică rară în care organismul nu reușește să metabolizeze în mod adecvat porfirinele, ceea ce duce la acumularea sau excreția de porfirine în dinți. Aceste porfirine produc pigmentații roșii-purpurii în dinți.
Boala hemolitică a nou-născutului: Această boală apare atunci când globulele roșii ale unui nou-născut sunt atacate de anticorpii de la mamă în urma unei incompatibilități între sângele mamei și al fătului. Această afecțiune poate produce colorarea verde a dinților din cauza icterului, care se referă la incapacitate de a excreta în mod corespunzător bilirubina.
Resorbția rădăcinii: Resorbția rădăcinii este clinic asimptomatică, însă poate produce un aspect roz la joncțiunea amelocementară.
Alcaptonurie: Tulburare metabolică care favorizează acumularea de acid homogentizic în organism și poate provoca pigmentarea în maro a dinților, gingiilor și a mucoasei bucale.
Metode de albire
Înainte de a trece la alternativele de albire a dinților, se recomandă ca pacientul să viziteze cabinetul stomatologic pentru a beneficia de un examen oral complet care constă într-un istoric medical și dentar complet. Acest lucru va permite medicului să observe dacă există vreun tratament care trebuie realizat, cum ar fi restaurări coronare după îndepărtarea cariilor și să evalueze dacă pacientul va fi sau nu un pretendent bun pentru a îi recomanda albirea. Medicul ar realiza ulterior un detartraj cu ansa cu ultrasunete,cu instrumente manuale și, eventual, un periaj cu o pastă specială pentru a îndepărta petele extrinseci, așa cum s-a menționat mai sus. Acest lucru va permite o suprafață curată pentru a obține beneficiile maxime ale oricărei metode de albire a dinților pe care pacientul o alege. Mai jos vom discuta despre diferitele tipuri de metode de albire a dinților, inclusiv aplicarea internă a produsului de albire și aplicarea externă prin utilizarea agenților de albire.
În cabinet
Înainte de tratament, medicul trebuie să examineze pacientul: efectuarea unui istoric medical și dentar (inclusiv alergii și sensibilități), observarea țesuturilor dure și moi, calitatea restaurărilor și, uneori, radiografii pentru a determina natura și profunzimea posibilelor probleme. Dacă aceste lucruri nu sunt finalizate înainte ca agenții de albire să fie aplicați pe suprafața dintelui, poate apărea sensibilitate excesivă și alte complicații.
Cheile de culori sunt utilizate pentru a determina culoarea dinților. Aceste nuanțe determină eficacitatea procedurii de albire, care poate varia de la două la șapte nuanțe. Aceste nuanțe pot fi atinse după o singură procedură în cabinet sau poate dura mai mult, în funcție de persoană. Efectele albirii pot dura câteva luni, dar pot varia în funcție de stilul de viață al pacientului. Consumul de alimente sau băuturi care colorează dinții pot compromite eficacitatea tratamentului. Acestea includ alimente și băuturi care conțin tanin, cum ar fi; cafea, ceai, vinul roșu și curry.
Procedurile de albire în cabinet utilizează, în general, un strat de protecție fotopolimerizabil care este aplicat cu atenție pe gingii și papile pentru a reduce riscul de arsuri chimice ale țesuturilor moi. Agentul de albire este fie peroxidul de carbamidă, care se descompune în cavitatea orală pentru a forma peroxid de hidrogen, fie peroxidul de hidrogen în sine. Gelul de albire conține de obicei între 10% și 44% peroxid de carbamidă, care este aproximativ echivalent cu o concentrație de 3% până la 16% de peroxid de hidrogen. Procentul legal de peroxid de hidrogen permis să fie administrat este de 0,1-6%. Agenții de albire pot fi administrați numai de către medicii stomatologi.
Albirea este cel mai puțin eficientă atunci când culoarea naturală a dinților este cenușie și poate necesita gutiere personalizate de albire. Albirea este cea mai eficientă pe dinții galbeni. Dacă pe dinții pacientului este prezentă o colorație puternică sau o deteriorarea apărută în urma tetraciclinei, iar albirea este ineficientă (discromiile de tetraciclină pot necesita albire prelungită, deoarece agentul de albire ajunge mai greu la stratul de dentină), există și alte metode de acoperire a pigmentațiilor. Obturațiile, care maschează și petele dentare, se realizează atunci când un strat subțire de material compozit este aplicat pe partea frontală a dinților unei persoane, urmat de fotopolimerizare. De asemenea, și fațetele pot masca decolorarea dinților.
Albirea în cabinet este mai rapidă și mai eficientă în comparație cu opțiunile de albire pentru acasă. Unii medici realizează, de asemenea, gutiere de albire personalizate, care pot dura până la o săptămână pentru a fi obținute. După finalizarea tratamentului de albire, pacientul poate folosi aceste gutiere pentru întreținerea albirii cu truse la domiciliu sau pentru utilizarea cu produse desensibilizante.
Albire accelerată de lumină
Albirea cu lumină/laser folosește energia luminii care este destinată accelerării procesului de albire într-un cabinet stomatologic. Diferite tipuri de energie pot fi utilizate în această procedură, cele mai frecvente fiind halogenul, LED-ul sau arcul cu plasmă. Utilizarea luminii în timpul albirii crește riscul de sensibilitate a dinților și poate să nu fie mai eficientă decât albirea fără lumină atunci când se utilizează concentrații mari de peroxid de hidrogen. Un studiu din 2015 a arătat că utilizarea unui activator de lumină nu îmbunătățește albirea, nu are niciun efect măsurabil și, mai degrabă, este probabil să crească temperatura țesuturilor asociate, rezultând daune.
Sursa ideală de energie ar trebui să fie una de intensitate mare pentru a deplasa moleculele de peroxid fără a supraîncălzi pulpa dintelui. Lumina este de obicei în spectrul luminii albastre, deoarece s-a constatat că aceasta conține cele mai eficiente lungimi de undă pentru inițierea reacției cu peroxidul de hidrogen. Un tratament de albire cu lumină implică de obicei izolarea țesuturilor moi cu o barieră de protecție, care poate fi fixată prin fotopolimerizare, aplicarea unui gel profesional de albire cu peroxid de hidrogen (25-38% peroxid de hidrogen) și expunerea la sursa de lumină pentru 6- 15 minute. Progresele tehnice recente au redus la minimum emisiile de căldură și UV, permițând o procedură mai scurtă de pregătire a pacientului.
Pentru orice tratament de albire, se recomandă efectuarea unei examinări detaliate a pacientului, inclusiv utilizarea radiografiilor pentru a ajuta la diagnosticarea stării actuale a cavității orale, inclusiv a alergiilor care ar putea fi prezente. Pacientul va trebui să aibă o dantură sănătoasă și fără boală parodontală sau carii și să aibă efectuat un detartraj/ o curățare pentru a îndepărta orice acumulare de tartru sau placă.
Se recomandă evitarea fumatului, a consumului de vin roșu, și a alimentelor intens colorate, deoarece dinții se pot păta rapid imediat după tratament.
Catalizatori de nanoparticule pentru o concentrație redusă de peroxid de hidrogen
O lansare recentă în acest domeniu sunt noii agenți de albire cu lumină accelerată care conțin concentrații mai mici de peroxid de hidrogen cu un catalizator pe bază de nanoparticule de oxid de titan. Concentrațiile reduse de peroxid de hidrogen determină incidențe mai mici de hipersensibilitate a dinților. Nanoparticulele acționează ca fotocatalizatori, iar dimensiunea lor îi împiedică să se difuzeze profund în dinte. Când sunt expuși la lumină, catalizatorii produc o descompunere rapidă și localizată a peroxidului de hidrogen în radicali foarte reactivi. Datorită duratei de viață extrem de scurte a radicalilor liberi, aceștia sunt capabili să producă efecte de albire similare cu produsele cu concentrație mult mai mare, nu mai profund de straturile exterioare ale dinților în care se află catalizatorii de nanoparticule. Aceasta asigură albirea eficientă a dinților, reducând în același timp concentrația necesară de peroxid de hidrogen și alte efecte secundare reactive la nivelul pulpei dentare.
Albirea internă
Albirea internă este un proces care are loc după ce un dinte a fost tratat endodontic. Acest lucru înseamnă că dintelui i-a fost extirpat (îndepărtat) nervul printr-un tratament de canal de către medicul dentist sau de către un specialist endodont. Albirea internă este adesea indicată la dinții care au fost tratați endodontic, deoarece decolorarea dinților devine o problemă din cauza lipsei inervației. Este normal să se efectueze această albire internă pe un dinte situat anterior (un dinte frontal care este vizibil când zâmbiți și vorbiți). O metodă prin care se poate realiza acest lucru este prin aplicarea agentului de albire în interiorul dintelui și înlocuirea acestuia la fiecare câteva săptămâni până când se obține nuanța dorită. Timpul dintre programări variază de la pacient la pacient și în funcție de preferințe până la obținerea nuanței dorite. Chiar dacă aceasta este o opțiune excelentă, dezavantajul acestui tratament este riscul de resorbție internă a rădăcinii dintelui care este albit intern. Acest lucru poate să nu apară la fiecare pacient sau la fiecare dinte, iar existența acesteia este dificil de determinat înainte de finalizarea tratamentului.
Albirea acasă
Produsele de albire a dinților la domiciliu sunt disponibile de la medicii stomatologi sau de la farmacii, fără prescripție medicală. Metodele de albire la domiciliu includ benzi și geluri, ape de gură pentru albire, paste de dinți pentru albire și gutiere. Aaceste produse pot fi utilizate pentru cazuri mai ușoare de discromii ale dinților. Albirea la domiciliu (urmând instrucțiunile producătorului) are ca rezultat o mai mică sensibilitate a dinților decât albirea în cabinetul dentar.
Benzi și geluri
Benzile de albire din plastic conțin un strat subțire de gel cu peroxid și sunt formate pentru a se potrivi suprafețelor bucale / labiale ale dinților. Multe tipuri diferite de benzi de albire sunt disponibile pe piață, după ce au fost introduse la sfârșitul anilor 1980. Fiecare produs pe bază de benzi de albire are propriul set de instrucțiuni, însă benzile sunt de obicei aplicate de două ori pe zi timp de 30 de minute, pe o durată de 14 zile. În câteva zile, culoarea dinților se poate modifica cu 1 sau 2 nuanțe. Atingerea obiectivului de albire a dinților depinde de frecvența de utilizare și de ingredientele produsului. Gelurile de albire se aplică pe suprafața dinților cu o periuță mică.
Apa de gură
Apele de gură cu efect de albire acționează prin reacția dintre sursele de oxigen, cum ar fi peroxidul de hidrogen din apă și cromogenii de pe sau din dinte. Se recomandă utilizarea de două ori pe zi, clătind timp de un minut. Pentru a vedea o îmbunătățire a culorii dinților, poate dura până la trei luni.
Pastele de dinți
Pastele de dinți de albire diferă de pastele de dinți obișnuite prin faptul că conțin cantități mai mari de abrazivi și detergenți pentru a fi mai eficiente la îndepărtarea petelor mai rezistente. Unele paste de dinți de albire conțin concentrații scăzute de peroxid de carbamidă sau peroxid de hidrogen care ajută la deschiderea culorii dinților, totuși nu conțin hipoclorit de sodiu. Prin continuarea utilizării pe o perioadă mai lungă, culoarea dinților se poate modifica cu una sau două nuanțe.
Gutierele
Albirea dinților se realizează prin purtarea unei gutiere individuale care conține gelul de albire cu peroxid de carbamidă peste noapte sau timp de două până la patru ore pe zi. Dacă se respectă instrucțiunile producătorului, albirea dinților poate avea loc în trei zile și deschide culoarea dinților cu una sau două nuanțe. Acest tip de albire a dinților este disponibilă fără prescripție medicală.
Bicarbonatul de sodiu
Bicarbonatul de sodiu este o pastă de dinți sigură, puțin abrazivă și eficientă pentru îndepărtarea petelor și albirea dinților. Pasta de dinți care are o abrazivitate excesivă este dăunătoare țesutului dentar, prin urmare bicarbonatul de sodiu este o alternativă de dorit. Până în prezent, studiile clinice privind bicarbonatul de sodiu au raportat că nu au fost identificate efecte adverse. De asemenea, conține componente de neutralizare a acidului care fac bicarbonatul de sodiu biologic antibacterian la concentrații mari și capabil să prevină creșterea Streptococcus mutans. Bicarbonatul de sodiu ar putea fi util atât pentru pacienții cu carie, cât și pentru cei care doresc să aibă dinți mai albi.
Indicații
Albirea dinților poate fi efectuată din diferite motive, dar poate fi recomandată și de către personalul medical.
Discromii intrinseci ale dinților
Estetic
Fluoroză dentară
Tratament endodontic
Discromii cauzate de tetraciclină
Contraindicații
Anumite categorii de persoane sunt sfătuite să aibă grijă atunci când aleg să-și albească dinții, deoarece sunt în anumite grupe de risc și există posibilitatea apariției efectelor adverse.
Pacienții cu așteptări nerealiste
Alergii la peroxid
Pre-existența sensibilității dentare
Fisuri sau dentină expusă
Anomalii de dezvoltare ale smalțului
Eroziunea acidă
Retracții gingivale
Gingii sensibile
Restaurări dentare neconforme
Carii dentare. Petele albe cretoase de decalcifiere pot fi evidențiate după un process de albire a dinților, dar cu ședințe repetate, celelalte zone ale dinților devin mai albe, iar petele mai puțin evidente.
Patologii periapicale
Boală parodontală netratată
Femei însărcinate sau care alăptează
Copiii sub 16 ani. Deoarece camera pulpară este mărită până la această vârstă. Albirea în aceste condiții poate irita pulpa dintelui, cauzând sensibilitate. De asemenea, persoanele tinere sunt mai susceptibile să abuzeze de albire.
Persoanele cu obturații/coroane albe, vizibile. Albirea dentară nu modifică culoare obturațiilor sau a altor materiale restaurative. Nu afectează poțelanul, ceramica sau aurul. Totuși, poate afecta ușor restaurările din materiale compozite, cimenturile și amalgamul. Albirea dentară nu va restabili culoarea obturațiilor, porțelanului sau ceramicii când acestea devin pătate de alimente, băuturi și fumat, deoarece aceste produse de albire sunt eficiente doar pe structura natural a dintelui. Astfel, o nepotrivire de nuanță poate apărea pe măsură ce structura naturală a dintelui se albește, iar restaurările rămân la aceeași culoare. Alte opțiuni pentru astfel de situații sunt fațetele din porțelan sau refacerea obturațiilor.
Pacienți cu igienă orală precară.
Riscuri
Unele dintre efectele secundare frecvente implicate în albirea dinților sunt creșterea sensibilității dentare, iritarea gingiilor și discromiile extrinseci.
Hipersensibilitatea
Utilizarea agentului de albire cu niveluri extrem de scăzute de pH în procedura de albire a dinților poate duce la hipersensibilitate dentinară, deoarece determină deschiderea tubulilor dentinali. Expunerea la stimuli reci, calzi sau dulci pot exacerba și mai mult intensitatea răspunsului hipersensibil. Dintre cei care primesc tratament de albire în cabinet, între 67-78% dintre indivizi prezintă sensibilitate după procedura în care este utilizat peroxidul de hidrogen și căldura. Deși variază de la o persoană la alta, sensibilitatea după tratamentul de albire poate dura până la 4-39 de zile.
Azotatul de potasiu și fluorura de sodiu din pastele de dinți sunt utilizate pentru a scădea disconfortul după albire, cu toate acestea, nu există dovezi care să sugereze că aceasta este o metodă permanentă de eliminare a problemei hipersensibilității.
Iritarea membranelor mucoasei
Peroxidul de hidrogen este iritant și citotoxic. Peroxidul de hidrogen cu o concentrație de 10% sau mai mult poate provoca leziuni tisulare, poate fi coroziv pentru membranele mucoasei și poate provoca senzații de arsură pe piele. Arsurile chimice pot apărea în mod obișnuit, în timp ce albirea, iritarea și decolorarea membranelor mucoasei pot apărea dacă o concentrație ridicată de agent oxidant intră în contact cu țesutul neprotejat. Gutierele de albire necorespunzătoare se numără printre cele mai frecvente cauze pentru apariția arsurilor chimice. Arsurile tranzitorii induse de tratamentele de albire pot fi redusă utilizând gutiere din plastic individuale sau gutiere de noapte realizate de către medicul stomatolog. Acest lucru previne scurgerea soluției pe mucoasa din jur.
Rezultate instabile
Rezultatele instabile sunt destul de frecvente după albire. Consumul cu moderație de alimente și băuturi care cauzează colorarea suprafeței dinților poate contribui la obținerea unui rezultat favorabil și de durată după albirea dinților.
Revenirea la culoarea inițială a dinților
Aproape jumătate din modificările de culoare inițială a dinților apărute în urma unui tratament intensiv la cabinet (adică o oră de tratament) se pot pierde în șapte zile. Această revenire este experimentată atunci când o mare parte din albirea dinților provine din deshidratarea acestora (de asemenea, un factor semnificativ în cauzarea sensibilității). Pe măsură ce dintele se rehidratează, culoarea dintelui revine înapoi de unde a fost început tratamentul de albire.
Supraalbirea
Albirea excesivă apare printre tratamentele care promit o schimbare mare pe o perioadă scurtă de timp, de exemplu, în câteva ore. Albirea excesivă poate determina un aspect translucid și fragil al dintelui.
Deteriorarea smalțului
Smalțul dinților poate suferi un efect advers negativ prin tratamentul de albire. Dovezile studiilor arată că peroxidul de carbamidă prezent în gelurile de albire poate deteriora suprafața smalțului. Deși acest efect nu este la fel de dăunător ca acidul fosforic gravat, suprafața neregulată întinsă a dinților îi face mai susceptibili la discromia extrinsecă, având astfel un efect dăunător intens asupra esteticii. Porozitatea crescută și modificările rugozității suprafeței pot avea un impact asupra formării plăcii supra și subgingivale, crescând astfel aderența speciilor bacteriene precum Streptococcus mutans și Streptococcus sobrinus, care contribuie semnificativ la cariile dentare. Restaurările dentare sunt susceptibile la schimbări inacceptabile de culoare chiar și atunci când se utilizează albirea de acasă.
Dentina fragilă
Albirea intracoronară este o metodă de albire a dinților care folosește cu 30% mai mult peroxid de hidrogen. Astfel de metode de albire a dinților pot scădea proprietățile mecanice ale dentinei și ar putea duce la sensibilitate severă a dinților.
Efecte asupra restaurărilor existente
Restaurările dentare sunt susceptibile la schimbări inacceptabile de culoare chiar și atunci când se utilizează albirea de acasă.
Coroane ceramice – albirea agresivă poate reacționa chimic cu coroanele ceramice și le poate reduce stabilitatea.
Amalgamul dentar – expunerea la soluții de peroxid de carbamidă crește eliberarea de mercur timp de una până la două zile. Se spune că eliberarea componentelor amalgamului se datorează oxidării active. Această creștere a eliberării mercurului din amalgam este proporțională cu concentrația de peroxid de carbamidă.
Rășini compozite- legătura dintre smalț și obturațiile pe bază de compozit își pierde rezistența. Multe studii au descoperit că gelurile de albire dentară cu peroxid de carbamidă 10-16% (conținând aproximativ 3,6-5,76% peroxid de hidrogen) conduc la o creștere a rugozității și porozității suprafeței rășinilor compozite. Cu toate acestea, saliva poate exercita un efect protector. În plus, modificările materialului compozit au fost analizate după albirea cu concentrație mare (30-35%) de peroxid de hidrogen. Acest lucru sugerează că albirea dinților are un impact negativ asupra restaurărilor din rășini compozite.
Ionomeri de sticlă și alte cimenturi – studiile sugerează că solubilitatea acestor materiale poate crește.
Dependența de albire
„Bleachorexia” este termenul folosit pentru a descrie o persoană care dezvoltă o obsesie nesănătoasă pentru albirea dinților. Această afecțiune este similară cu tulburarea dismorfică a corpului. Caracteristicile acestei dependențe sunt utilizarea continuă a produselor de albire, chiar dacă dinții nu pot deveni mai albi, în ciuda tratamentului repetat. O persoană diagnosticată astfel va căuta continuu diferite produse de albire, prin urmare, se recomandă stabilirea unei nuanțe țintă înainte de a începe procedura de tratament pentru a elimina această problemă.
Riscurile albirii dinților la domiciliu
Utilizarea gutierelor personalizate de albire la domiciliu este o terapie administrată pacientului, care este prescrisă și administrată de un medic dentist. Pacienții trebuie să participe activ la tratamentul lor și să urmeze cu precizie indicațiile date de către medicul stomatolog. Utilizarea eronată sau inexactă a gutierelor de albire ar putea provoca daune pacientului, cum ar fi aftele sau sensibilitatea dinților și a țesuturilor moi din jur. Utilizarea inconstantă a gutierelor de albire poate duce la încetinirea și neregularitatea procesului de albire. Este posibil ca unii pacienți cu reflex de vomă să nu poată tolera gutierele și ar trebui să ia în considerare alte metode de albire a dinților.
Alte riscuri
Dovezile sugerează că peroxidul de hidrogen ar putea acționa în favoarea apariției tumorilor. Deși resorbția rădăcinii la nivel cervical este mai evident observată în metodele de albire termocatalitică, și albirea internă intracoronară poate duce la acest proces de resorbție. Mai mult, pot apărea leziuni severe ale dentinei intracoronare și fracturi ale coroanei dentare datorită acestei metode de albire.
Cu toate acestea, Agenția Internațională de Cercetare a Cancerului (IARC) a ajuns la concluzia că nu există dovezi suficiente pentru a demonstra că peroxidul de hidrogen este cancerigen pentru oameni. Recent, a fost evaluat potențialul genotoxic al peroxidului de hidrogen. Rezultatele au indicat faptul că produsele de sănătate orală care conțin sau eliberează peroxid de hidrogen până la 3,6% nu vor crește riscul de cancer al unei persoane, prin urmare, este sigur de utilizat cu moderație.
Menținerea
În ciuda obținerii rezultatelor dorite în urma tratamentului, petele pot reapărea la câteva luni după albire. Mai multe metode pot fi adoptate pentru a prelungi culoarea albă a dinților, precum:
Periați sau clătiți gura cu apă după fiecare masă sau băutură consumată
Utilizați ața dentară pentru a îndepărta placa dentară și biofilmul dintre dinți
Acordați o atenție deosebită dinților în primele 2 zile de la albire – primele 24-48 de ore după procedură sunt văzute ca fiind cele cruciale în care dinții trebuie protejați. Deci, este vital să se consume alimente și băuturi care nu pătează în acest timp, smalțul fiind predispus la a absorbi orice pigment.
În funcție de metoda utilizată pentru albirea dinților, retratamentul la fiecare 6 luni sau după un an poate fi indicat. Dacă un pacient este fumător sau consumă alimente cu capacitatea de a păta, tratamentele regulate sunt preferabile.
Bibliografie
1. Joiner, Andrew; Luo, Wen (2017). „Tooth colour and whiteness: A review”. Journal of Dentistry.
2. Eachempati, Prashanti; Kumbargere Nagraj, Sumanth; Kiran Kumar Krishanappa, Salian; Gupta, Puneet; Yaylali, Ibrahim Ethem (18 December 2018). „Home-based chemically-induced whitening (bleaching) of teeth in adults”. The Cochrane Database of Systematic Reviews.
3. Li, Yiming (2017). „Stain removal and whitening by baking soda dentifrice”. The Journal of the American Dental Association.
4. Wang, Y; Gao, J; Jiang, T; Liang, S; Zhou, Y; Matis, BA (August 2015). „Evaluation of the efficacy of potassium nitrate and sodium fluoride as desensitising agents during tooth bleaching treatment-A systematic review and meta-analysis”. Journal of Dentistry
5. Teeth whitening”. nhs.uk. 2018-04-26
6. Llena, Carmen; Villanueva, Alvaro; Mejias, Elena; Forner, Leopoldo (January 2020). „Bleaching efficacy of at home 16% carbamide peroxide. A long-term clinical follow-up study”. Journal of Esthetic and Restorative Dentistry.
7. Dahl, J.E.; Pallesen, U. (2016-12-01). „Tooth Bleaching—a Critical Review of the Biological Aspects”. Critical Reviews in Oral Biology & Medicine.
8. „Library Authentication – La Trobe University”. login.ez.library.latrobe.edu.au. Retrieved 2019-05-19.
9. Public Attitudes to Tooth Whitening Regulations (Presentation)” (PDF). General Dental Council. 12 December 2010. Retrieved 8 October 2019.
10. Albirea dintilor. Întrebări și răspunsuri frecvente